# Dorrit Hoffleit
Ellen Dorrit Hoffleit, née le 12 mars 1907 et morte le 9 avril 2007, est une astronome et universitaire américaine, éditrice du Bright Star Catalogue de l'Observatoire de l'université Yale,. Lauréate du prix George Van Biesbroeck, en 1988,  pour sa brillante carrière dans le domaine de l'astronomie.

## Famille et étude
Ellen Dorrit naît à Florence en Alabama, dans la ferme de ses parents Fred et Kate (Sanio) Hoffleit, deux immigrants allemands.  Très jeune, son intérêt se porte vers l'astronomie, sans doute, dès 1919, lorsqu'elle observe avec sa mère la pluie de météores des Perséides. Elle étudie les mathématiques au Radcliffe College de Cambridge, où elle obtient son Bachelor of Arts en 1928. Hoffleit a également pris quelques cours d'astronomie à Radcliffe et obtient un poste d'assistante de recherche au Harvard College Observatory (HCO). En 1932, elle obtient son Master of Arts en astronomie à Radcliffe. Le directeur du HCO Harlow Shapley lui suggère de poursuivre par un Ph.D. qu'elle obtient en 1938. Sa thèse On the Spectroscopic Determination of Absolute Magnitudes … obtient le Caroline Wilby Prize récompensant le meilleur mémoire de tous les départements de Radcliffe.

## Carrière
Hoffleit reste à Harvard, jusqu'en 1956, comme assistante de recherche puis comme astronome, travaillant sur des photographies et autres données astronomiques. Pendant la Seconde Guerre mondiale, elle travaille pendant quelques années à l'Aberdeen Proving Ground, un établissement de l'US Army où elle élabore des tables de calcul pour l'artillerie, puis elle reprend son poste à Harvard. Hoffleit est ensuite engagée à l'Université Yale, en 1956, pour y prendre la relève d'Ida Barney, qui vient de partir en retraite. Son travail porte alors sur divers catalogues d'étoiles, comme le Bright Star Catalogue, contenant des données détaillées sur leur position, magnitude et mouvement propre. En 1957, elle se voit offrir le poste de directrice du Maria Mitchell Observatory sur Nantucket Island. Hoffleit accepte et mène de front ses deux emplois, dirigeant l'observatoire pendant 21 ans,.
Hoffleit prend officiellement sa retraite de Yale en 1975, mais poursuit néanmoins ses travaux sur divers projets. Elle fait notamment des recherches sur l'histoire de l'astronomie, enchaînant des conférences et des articles sur le sujet qui aboutissent à son Astronomy at Yale 1701-1968, publié, en 1992, par « The Connecticut Academy of Arts and Sciences » de Yale. L’American Association of Variable Star Observers (AAVSO), qui regroupe astronomes professionnels et amateurs, publie, en 2002, Misfortunes as blessings in disguise : the story of my life, l'autobiographie de Dorrit Hoffleit. Elle fut membre du conseil de l'AAVSO pendant vingt-trois ans et présidente de 1961 à 1963. Dorrit Hoffleit célèbre son centième anniversaire le 14 mars 2007 et meurt peu de temps après, le 9 avril.

## Honneurs et récompenses
Après une carrière académique bien remplie, Dorrit Hoffleit reçut une série d'hommages et de récompenses. Cela commence  par deux doctorats honoris causa, le premier du Smith College, en 1984, et le second de la Central Connecticut State University en 1998.
Parmi les autres récompenses, on peut citer: le prix George Van Biesbroeck, en 1988,  pour sa brillante carrière dans le domaine de l'astronomie, le « Wedgewood Medallion of the Coat of Arms of Yale University » qui lui est offert par le président de Yale en 1992, le Annenberg Foundation Award de l'American Astronomical Association, en 1993, le Glover Award du Dickinson College, en 1995 et le Maria Mitchell Women in Science Award, en 1997.
En 1987, l'astéroïde aréocroiseur 1931 VP, découvert par Karl Wilhelm Reinmuth le 8 novembre 1931, est nommé (3416) Dorrit en son honneur.